# Planchonella boninensis
Planchonella boninensis là một loài thực vật có hoa trong họ Hồng xiêm. Loài này được (Nakai) Masam. & Yanagih. miêu tả khoa học đầu tiên năm 1941.